# Atentado violento ao pudor
O atentado violento ao pudor (AVP) ou agressão indecente é um crime de agressão agravada em algumas jurisdições baseadas no direito consuetudinário. É caracterizado como um crime sexual e tem uma sobreposição significativa com crimes referidos como agressão sexual.

## Histórico e diferenciação globalmente
No direito penal brasileiro, atentado violento ao pudor foi um tipo penal que vigorou entre 1940, data de criação do Código Penal Brasileiro, e agosto de 2009, quando a Lei 12.015/2009 o revogou. Diferenciava-se do estupro por envolver ato sexual diverso da cópula (também denominada conjunção carnal ou sexo vaginal) ou, ainda, quando a vítima do ato sexual forçado era do sexo masculino. Havia diversas formas de atentado violento ao pudor que compreendiam a prática de atos diversos da conjunção carnal: por exemplo, tocar as partes íntimas de uma pessoa após havê-la subjugada de alguma forma — pelo emprego de arma ou violência. Neste caso, a violência é real (mediante intimidação capaz de anular a resistência normal da vítima); situação diferente da violência presumida — aquela em que a vítima era menor de 14 anos, ou deficiente física ou mental — onde a violência é presunção legal em virtude da menor ou nenhuma capacidade de se defender.
Por sua vez, na Inglaterra e em Gales a agressão indecente era um crime amplamente definido nos termos das secções 14 e 15 da Lei de Ofensas Sexuais de 1956. Foi substituído, apenas com efeito prospectivo, por agressão sexual ao abrigo da secção 3 da Lei de Ofensas Sexuais de 2003. Uma série de atos mais graves, entre os que constavam do seu actus reus, aumentaram outros crimes, incluindo a violação (secção 1). Os processos, assim, podem prosseguir ao abrigo das secções 14 e 15 da lei de 1956 para crimes cometidos antes da entrada em vigor da nova lei. O mens rea e o actus reus do crime são semelhantes aos da agressão e/ou crime no direito consuetudinário, mas com um elemento adicional de "circunstâncias indecentes". Estes estavam presentes se uma "pessoa razoável" acreditasse que o ato era indecente, qualquer que fosse a crença do acusado.
Já na Índia, é punível ao abrigo da secção 354 do Código Penal Indiano. O arguido pode ser punido com pena de prisão até dois anos e/ou multa.
Em Nova Gales do Sul, na Austrália, o crime de agressão indecente é punível ao abrigo da Secção 61L da Lei de Crimes de 1900. O mens rea e o actus reus são iguais para o crime de agressão de direito consuetudinário, sendo a única distinção que o ato cometido deve ter uma conotação sexual.

## No Brasil

### Diferenciação do estupro
No Brasil, a definição legal para um homem que tenha sido vítima de qualquer tipo de abuso sexual ou uma mulher que tenha sido forçada a praticar qualquer modalidade sexual diversa do sexo vaginal (tais como sexo oral, anal etc.) era atentado violento ao pudor e não estupro, como é em diversos países do mundo.
Essa diferenciação se dava porque, até a alteração promovida no Código Penal Brasileiro em 2009, esse dispunha que estupro consistia em "constranger mulher à conjunção carnal, mediante violência ou grave ameaça" (artigo 213), ao passo que atentado violento ao pudor consistia em "constranger alguém, mediante violência ou grave ameaça, a praticar ou permitir que com ele se pratique ato libidinoso diverso da conjunção carnal" (art. 214).
A interpretação corrente e dominante era que "conjunção carnal" é somente a introdução do pênis na vagina, não incluindo outras modalidades sexuais, as quais estavam incluídas no tipo de atentado violento ao pudor. Igualmente, por exclusão lógica, um homem - ainda que forçado a manter relações sexuais com outro - não poderia ser vítima de estupro, sendo, em tal caso, vítima do extinto crime de atentado violento ao pudor.
Por serem mais abrangentes, os termos violência ou abuso sexual (ou violação, em Portugal) estão sendo cada vez mais utilizados na hora de se referir tanto ao estupro quanto ao atentado violento ao pudor. 

### Revogação
Em 7 de agosto de 2009, a Lei Federal Brasileira nº 12.015/09, que alterou a disciplina dos crimes sexuais no direito penal brasileiro, revogou o artigo 214 do Código Penal — que tipificava o crime de atentado violento ao pudor — e ampliou a abrangência do crime de estupro, de modo a abranger o antigo crime de AVP.
Hoje, o crime de estupro consiste em "Constranger alguém, mediante violência ou grave ameaça, a ter conjunção carnal ou a praticar ou permitir que com ele se pratique outro ato libidinoso", portanto não mais se restringindo unicamente às mulheres.
Assim, com a reforma, a conduta que antes era tipificada como atentado violento ao pudor não deixou de ser crime; tão somente passou a ser tipificada como estupro em outro dispositivo legal.

### Retroatividade
Embora o Código Penal Brasileiro preveja a retroatividade em benefício do réu, segundo o princípio da continuidade delitiva típica, os condenados por atentado violento ao pudor não serão absolvidos, pois embora o tipo penal tenha sido revogado, a conduta em si não passou a ser permitida, apenas foi incorporada a outro crime.
Somente serão beneficiados com a mudança na lei aqueles criminosos que foram condenados por estupro mais atentado violento ao pudor, de forma continuada, na mesma vítima, no mesmo instante. Estes responderão pela pena do novo crime de estupro, que é maior que a antiga, mas não é maior que as duas penas somadas.